# Гарцевське сільське поселення
Гарцевське сільське поселення (рос. Гарцевское сельское поселение) — адміністративно-територіальна одиниця у Стародубському районі Брянської області. Розташоване у північно-східній частині району. Адміністративний центр — село Гарцево.
Муніципальне утворення Гарцевське сільське поселення утворене у 2005 році шляхом об'єднання Гарцевської та Ковальовської сільських рад у ході адміністративно-територіальної реформи у Російській Федерації.

## Населені пункти
До складу сільського поселення входять населені пункти:
- село Гарцево
- село Артюшково
- село Бучки
- село Вязовськ
- село Галенськ
- поселення Галещина
- поселення Горний
- поселення Дедюки
- село Ільбово
- село Ковальово
- село Колодезки
- поселення Ляди
- село Михайловськ
- село Пестриково
- село Решітки
- село Садова
- село Шершевичі
- село Шняки